# Psycho in the Wax Museum
Psycho in the Wax Museum – ósmy singel zespołu The Misfits wydany w 2006 roku przez wytwórnię Misfits Records. Album zawiera muzykę instrumentalną.

## Lista utworów
1. Angel Baby
2. Death of the Fallen Angel

## Skład
- Jerry Only – bas
- Doyle – gitara
- Dr. Chud – perkusja